# 上野蛍
上野 蛍（うえの ほたる、1984年 - ）は、日本の政治家。日本維新の会所属。同富山県総支部事務局長。同富山市支部幹事長。元富山市議会議員（3期）。女性。既婚。

## 経歴
富山県富山市出身（現住所は富山市広田地区）。富山大学附属中学校、富山県立富山高等学校を卒業。日本大学中退後、介護施設の事務職として勤務。
2016年、富山市議会議員補欠選挙に無所属で立候補し、初当選。2017年、2021年の市議選でも再選された。
2022年の第26回参議院議員選挙に日本維新の会公認で比例区から出馬。次点で当選はならなかった。なおこの参院選出馬時と選挙期間中に後述の疑惑が生じている。
また2023年4月の富山県会議員選挙第1選挙区で次点で落選した日本維新の会公認候補に現金を要求し受け取っていたことが日本維新の会富山県総支部から指摘され、候補に現金を返していることが2023年9月に判明している（後述）。
2023年9月30日、日本維新の会富山県総支部の役員会で上野の疑惑調査を担った幹事長の呉松福一射水市議ら2人が役員を外れ、その後の会見で党県支部代表の柴田巧参議院議員が「上野に違法性は確認されず、処分の対象にはならない。調査は終わった」と説明。上野は政調会長から幹事となった。
10月4日、党県総支部副会長の呉松射水市議が役員人事や上野の疑惑を巡る調査打ち切り方針に反発し、離党届を出した。これに対し、富山維新の会の柴田巧代表参議院議員は「身を切る改革を実行していない」と処分を党規委員会にはかり、除名処分となった。12月10日、党県総支部は富山市支部を設立。上野が幹事長に就任した。
2024年2月25日、上野は活動報告会で国政に意欲を示した。

## 政策・主張
- いつまでも住みたいまちに
- 個性を生かせるまちに
- 議会改革
- 子どもの笑顔があふれるまちに
- 高齢者・障がい福祉の充実

### 参議院選出馬をめぐる疑惑
2022年9月26日、同年7月の第26回参議院議員通常選挙に比例区から立候補（落選）した元富山市議会議員の上野蛍に対し、吉田豊史衆議院議員が現金1,000万円を持参要求していたと情報提供があったことより、日本維新の会内で党規委員会が開かれ、吉田氏に対する離党勧告処分の答申が行われた。9月29日の常任役員会で決済され、同日午後の藤田文武幹事長記者会見で日本維新の会は同日付で吉田を離党勧告処分としたことを発表。報道陣の質問に対し藤田幹事長は「9月初旬に発覚・上野から吉田との会話の一部を録音したテープと情報提供があったため事情聴取・調査。吉田本人にも事情を聞いている・上野がストレスだったのは容易に想像できる。悩んでいたのは我々（執行部）も認識している・現金1000万円の持参を上野は断っているので受け渡しはない・どういう経緯でどう上野がしゃべったかは、それによって上野がいろいろ言われてもかわいそうなのでそれは言及しない」。
しかし吉田は同日16時から富山市内で開いた記者会見で、上野とのやりとりの一部を録音したテープの存在を党から知らされたことを明らかにし「日本維新の会では選挙にあたって候補者本人がすべて準備することを求めている。上野に資金の確認をして次のステップに進みたいという状況の中で『お金を持ってこい』と言ったのはあくまで準備の確認のため。もらう意図などない」と説明している。日本維新の会は同日付で吉田を離党勧告処分とした。10月5日に吉田は党本部に異議申し立てを行ったが、処分は変更されなかった。10月31日、吉田氏は富山市内で記者会見を行い、「自分の信じるところにより、また後援会役員全員の支持を受け、党から除名を受ける」旨の声明を読み上げた。日本維新の会は翌11月1日付で吉田を除名処分とした。同日、上野は吉田から「お金をだせないなら選挙に出られない」と言われ、「圧力と恐怖を感じた」とコメントを発表した。本疑惑については、・吉田側が記者会見を行っているのに対して、上野側はコメント発表のみ・なぜ上野は録音していたのか・会話の一部を録音したテープ（藤田の発言）の提供が上野側からなされており、全容が不明のままである。

### 参議院選選挙事務所2ケ所設置疑惑
参議院議員通常選挙において、公職選挙法では複数の選挙事務所の設置が禁じられている。2023年7月、上野が2022年の参院選出馬時に選挙管理員会に届出た富山市一番町の選挙事務所以外にも、富山市総曲輪にも事務所を設けていたことが判明。この物件の賃貸契約の用途は「選挙事務所」であったことから、参議院選選挙事務所2ケ所設置疑惑が上野に生じている。富山維新の会が富山市総曲輪の物件について賃貸契約を結んでいた不動産会社に確認したところ、2023年7月下旬に上野の関係者が訪れ、賃貸契約書の用途について「選挙事務所」から「物品の保管管理」に書き換えるよう依頼があったことが判明。不動産会社は物件の所有者の許可なく書き換えに応じた。また呉松幹事長が確認したところ、上野本人も書き換えを認めた。富山維新の会の呉松幹事長は文書偽造罪に抵触する可能性もあるとして、今後も調査するとした。2023年9月21日に上野は記者会見を行い、事務所は「物品管理」が目的と主張。違法性を否定した。9月30日の富山維新の役員会終了後、党県支部代表の柴田巧参議院議員が「調査結果は上野氏の説明内容と同じ。本人が記者会見をしたので、それ以上のことは本人しかわからない。上野に違法性は確認されず、処分の対象にはならない。調査は終わった」と説明。幕引きとした。
これに対し、10月4日、党県総支部副会長の呉松射水市議が役員人事や上野の疑惑を巡る調査打ち切り方針に反発し、離党届を出した。党県支部代表の柴田巧参議院議員は「身を切る改革を実行していない」として処分を党規委員会にはかり、除名処分となった。。この件については2024年7月18日、呉松市議が・処分にあたり党規則に定められた聴取の機会が与えられていないなど手続きが適正でないと処分無効と300万円の損害賠償を求めている。

### 富山県議選候補への金銭要求疑惑
2023年4月の富山県会議員選挙第1選挙区で次点で落選した日本維新の会公認候補の福島陽介に現金45万円を要求し受け取っていたことが日本維新の会富山県総支部から指摘された。
上野が福島の選挙運動を行う選挙対策本部長だったことから、公職選挙法上の報酬支払い例外に該当せず公職選挙法違反の疑いで神戸学院大学の上脇博之教授から富山地検に告発状が送られた。これより上野は9月21日記者会見を行った。上野は告発状に2点齟齬があるとして
・上野から金銭の要求はない。後援会活動において広範囲にわたりサポートしていたため、福島氏からどうしても受け取ってほしいと申し出があり、お断りしたが、思いに押されて一旦受けとった。その後、全額返した。
・公職選挙法の抵触はない。現金を受け取った期間は選挙活動期間中にはあたらない。活動内容は後援会の活動で事前運動にも当たらないので公職選挙法に抵触していない。
報道陣からの「違法性の認識はなかったのになぜ返金したのか」の質問に上野は・最初（受け取りを）断っているし、ボランティアとして福島氏のサポートをできればと考えていた。選挙後おちついた時に返金したと返答。しかしこの後の報道陣からの質問には「書面回答する」連発で、会見は30程度で終了。報道陣から説明を求める声が相次いだ。
本件についても2023年9月30日、日本維新の会富山県総支部役員会後の会見で党県支部代表の柴田巧参議院議員が「調査結果は上野氏の説明内容と同じ。本人が記者会見をしたので、それ以上のことは本人しかわからない。上野氏に違法性は確認されず、処分の対象にはならない。調査は終わった」と説明。幕引きとしたが、調査に当たっていた呉松射水市議の反発があり、離党・除名・提訴の流れになっている。